# Музей фотографии (Брауншвейг)
Музей фотографии в Брауншвейге (нем. Museum für Photographie Braunschweig) — художественный музей в городе Брауншвейг (земля Нижняя Саксония), основанный в 1984 году и расположенный рядом с музеем герцога Антона Ульриха; управляется союзом «Museum für Photographie Braunschweig»; благодаря деятельности директора Ульрика Лахманна, музей стал «центром международных выставок и исследовательской работы в области современной фотографии»; уделяет значительное внимание работам местных фотографов; располагает дополнительным выставочным помещением «267 Quartiere».

## История и описание
Музей фотографии был основан в Брауншвейге в 1984 году местными фотографами, которые стремились создать форум для обмена опытом в области создания современных фотографических произведений. В течение последующих 30 лет продолжалась дискуссия, ключевым вопрос которой был вопрос о современном взгляде на фотографию как на предмет искусства. Помимо основной, выставочной, деятельности музей проводит и сопутствующие мероприятия: такие как экскурсии, выступления художников, чтения и кинопоказы, пытаясь углубить и дополнить различные аспекты фото-деятельности. Программу дополняет серия мероприятий для детей и школьников (включая целые школьные классы) и деятельность по публикации каталогов проведённых выставок.
Музей фотографии управляется некоммерческой ассоциацией «Museum für Photographie Braunschweig», насчитывающей более 100 членов, чьи регулярные взносы, пожертвования и вступительные взносы позволяют организации функционировать. Разнообразные мероприятия галереи стали возможными благодаря финансовой поддержке как со стороны города Брауншвейг и земли Нижняя Саксония, так и от ряда культурных фондов и отдельных спонсоров (включая фотопроизводителей «Rollei» и «Voigtländer»). Помимо основной штаб-квартиры в здании «Torhäuser», в 2013 году — в сотрудничестве с Брауншвейгским университетом искусства и дизайна (Hochschule für Bildende Künste Braunschweig, HBK) — при музее начала функционировать дополнительная выставочная площадка для современного искусства и фотографии «267 Quartiere für zeitgenössische Kunst und Fotografie».
Основу музейной коллекции составляет «наследие» местных фотографов Кете Бюхлер (1876—1930) и Ханса Штеффенса (1915—1994), а также — Николауса Гейера (Nikolaus Geyer, 1968—2005): их архивы позволили представить широкой аудитории истории развития фотографии в Брауншвейге. Каждые два года в музее проводится выставка, связанная с вручение премии в области документальной фотографии от фонда «Wüstenrot-Stiftung» в Вюстенроте — выставка проводится в сотрудничестве с фотографическим отделом художественного музея Фолькванг в Эссене.